# Margot Hilšer
Margot Hilšer (29. septembar 1919 — 20. avgust 2017) bila je nemačka pevačica i filmska glumica. Ona se pojavila u preko pedeset filmova između 1939. i 1994. godine.
Hilšer je rođena u Berlinu. Godine 1957. izabrana je da predstavlja Nemačku na Evroviziji 1957. sa pesmom „Telefon, Telefon”. Pesma je završila na četvrtom mestu od deset pesama, sa osam poena. Hilšer je ponovo izabrana da predstavlja Nemačku na Evroviziji 1958. sa pesmom „Fur Zvei Groschen Musik” (Muzika za dva penija). Pesma je završila na lošijoj poziciji od prethodne godine. Završila je na sedmom mestu od deset pjesama sa 5 osvojenih bodova.
Godine 1978. dobila je nagradu „Bundesverdienstkreuz”, a 1985. „Filmband in Gold” za doprinos nemačkom filmu. Godine 1989. glumila je u TV seriji „Rivalen der Rennbahn”. Takođe je glumila u monogo filmova poput „Mörderspiel”, „Suchen Sie Dr. Suk!”, „Anastasia, die letzte Zarentochter”, „Jonny rettet Nebrador” i „Die Mücke”.
Umrla je u Minhenu, u dobu od 97 godina.

## Spoljašnje veze
- Margot Hilšer na sajtu  (jezik: engleski)